# Eudexia formidabilis
Eudexia formidabilis là một loài ruồi trong họ Tachinidae.